# Миссис Браун
Миссис Браун (англ. Mrs Brown) или Её Величество миссис Браун (англ. Her Majesty, Mrs Brown) — историческая драма 1997 года режиссёра Джона Мэддена.
Фильм был представлен на Каннском кинофестивале в категории «Особый взгляд» в 1997 году.

## Сюжет
Королева Виктория пребывает в трауре по своему супругу, принцу-консорту Альберту Саксен-Кобург-Готскому, скончавшемуся в 1861 году, и ведёт жизнь затворницы. В стремлении помочь королеве преодолеть своё горе и вернуться к государственным делам её министры вызывают ко двору шотландца Джона Брауна, бывшего верного слугу покойного принца-консорта.

## В ролях
- Джуди Денч — королева Виктория
- Билли Коннолли — Джон Браун
- Джерард Батлер — Арчи Браун
- Джеффри Палмер — Генри Понсонби
- Энтони Шер — премьер-министр Бенджамин Дизраэли
- Дэвид Вэстхэд — Берти, принц Уэльский
- Джорджи Глен — Джейн Спенсер, леди Черчилль
- Оливер Форд Дэвис — декан Виндзора
- Джордж Холл — спикер Палаты

## Награды и номинации
Полный перечень наград и номинаций — на сайте IMDB.
| Премия                         | Категория                            | Имя                                            | Результат |
| ------------------------------ | ------------------------------------ | ---------------------------------------------- | --------- |
| Оскар                          | Лучшая женская роль                  | Джуди Денч                                     | Номинация |
| Оскар                          | Лучший грим                          | Лиза Уэсткотт, Вероника Макалир, Беверли Бинда | Номинация |
| BAFTA                          | Лучший фильм                         | Сара Кёртис                                    | Номинация |
| BAFTA                          | Лучший британский фильм              | Сара Кёртис                                    | Номинация |
| BAFTA                          | Лучшая мужская роль                  | Билли Коннолли                                 | Номинация |
| BAFTA                          | Лучшая женская роль                  | Джуди Денч                                     | Победа    |
| BAFTA                          | Лучший оригинальный сценарий         | Джереми Брок                                   | Номинация |
| BAFTA                          | Лучшая работа художника-постановщика | Мартин Чайлдс                                  | Номинация |
| BAFTA                          | Лучший дизайн костюмов               | Дирдра Клэнси                                  | Победа    |
| BAFTA                          | Лучший грим                          | Лиза Уэсткотт                                  | Номинация |
| Золотой глобус                 | Лучшая женская роль в драме          | Джуди Денч                                     | Победа    |
| Премия Гильдии киноактёров США | Лучшая женская роль                  | Джуди Денч                                     | Номинация |
| Премия Гильдии киноактёров США | Лучшая мужская роль второго плана    | Билли Коннолли                                 | Номинация |